# ГЭС Санту-Антониу
ГЭС Санту Антониу (порт. UHE Santo Antônio) — крупная низконапорная русловая гидроэлектростанция в штате Рондония Бразилии с установленной мощностью 3,57 ГВт, расположена на притоке Амазонки реке Мадейре в 7 км вверх по течению от города Порту-Велью. Гидроузел назван по имени порогов Сан-Антонио, на месте которых он построен.
Последние 6 гидроагрегатов введены в строй в декабре 2016 года.

## Основные сведения
Основные сооружения ГЭС включают в себя:
- четыре машинных зала с 50 генераторами по 71,6 МВт;
- комбинированную каменно-насыпную и гравитационную плотину общей длиной 2500 м;
- водосброс пропускной способностью 84000 м³/сек;
- дополнительный водосброс для пропуска плавающего мусора;
- сороудерживающую стационарную сетку в верхнем бьефе для отвода плавающего мусора (древесины) к 2-му водосбросу;
- два открытых канала для миграции представителей речной фауны;

В соответствии с программой финансирования гидроузла, на создание шлюзов и развитие инфраструктуры ГЭС Санту Антониу и Жирау выделено 5 млрд USD.
Гидроэлектростанция относится к низконапорным русловым гидроузлам, с расчетным напорным уровнем 14 м и площадью водохранилища 490±69 км2, из которых 142 км2 относится к старому руслу реки. Допустимые уровни изменения верхнего бьефа составляют 63,7±7,35 м НУМ. Водохранилище включает в себя водопады Теотонио (порт. Teotônio) и Сан-Антонио (исп. San-Antonio). Сам гидроузел расположен на месте последних водопадов, которые ранее являлись верхней точкой реки, доступной для судоходства. Современное название гидроузла является португальским эквивалентом испанского названия водопадов.
Средний приток в створе гидроузла составляет 19000 м³/сек, средний максимальный приток во время муссона в зимние месяцы составляет 36200 м³/сек. Высота верхнего бьефа 70 м НУМ соответствует паводку с расходом более 38550 м³/сек. Таким образом в силу ограниченной возможности регулирования стока, гидроузел предназначен для выработки электричества, обеспечения условий судоходства на участке водохранилища и уменьшения количества ила в воде.
Средняя годовая выработка электричества 21,236 млрд  кВт⋅ч соответствует мощности 2424,2 МВт или КИУМ станции составляет 67,9%.